# 呼人站
呼人車站（日语：／ Yobito eki */?）是位於北海道網走市字呼人的北海道旅客鐵道（JR北海道）石北本線的鐵路車站。車站編號為A68。電報略號為ヨヒ。現時為無人車站，由網走站所管理。
名稱源自阿伊努語「i-o-pi-to」，意思是分離的湖泊。

## 車站構造
設有簡易式木製站房1座，左側為原站務室，服務窗口現時已被告示板所封閉，並改為儲物室，而右側亦有一個面積較少，原已設定的儲物室，出入口位於月台範圍內。中央部份為候車室，放置了數張候車座椅。車站約於2012-2013年期間重新塗漆，外牆顏色由原來的白色改為湖水藍色。

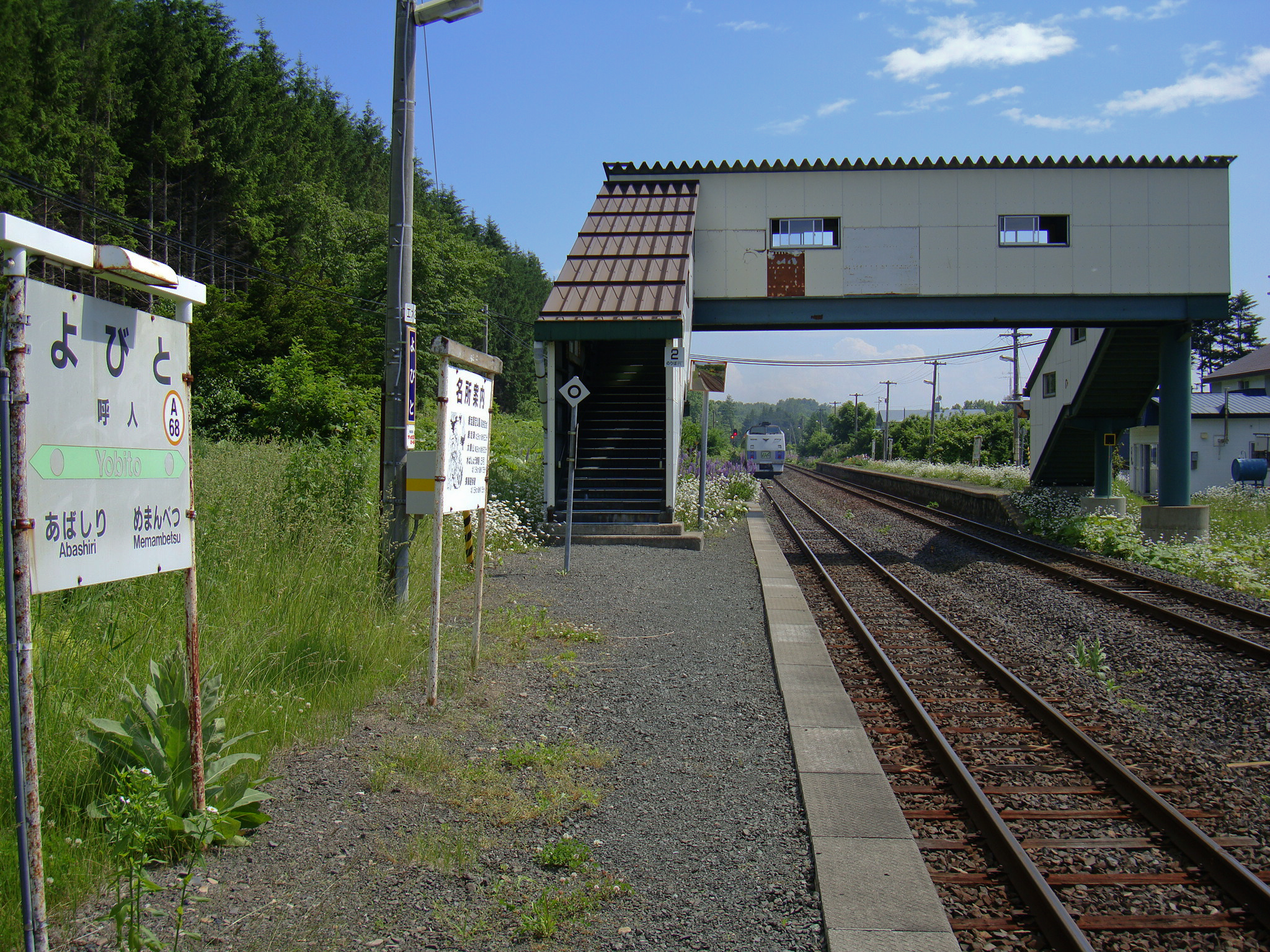
從2號月台拍攝對面1號月台，當時樓梯口前仍未進行月台延伸工程。（2009年）

候車月台採用非相對（千鳥式）設計，設有側式月台2個，為2面2線配置，全露天配置，有效長度為4輛。由於兩端均採用Y型轉轍器，進站時所有列車均會採用左側通行。月台之間以有蓋行人天橋連接。
兩側線路的前端均設有緊急用轉轍器，而1號月台前端旁亦保留了供舊有貨物車廂的停泊路軌。

### 月台配置
| 月台 | 路線      | 方向 | 目的地                           | 備註                          |
| ---- | --------- | ---- | -------------------------------- | ----------------------------- |
| 1    | ■石北本線 | 下行 | 網走、經■釧網本線往知床斜里方向  | 只有每天晚上1班次直通釧網本線 |
| 2    | ■石北本線 | 上行 | 北見、留邊蘂、西留邊蘂、遠輕方向 | 早上2班由釧網本線直通本線     |

## 歷史
- 1923年（大正12年）9月1日 - 作為國有鐵道車站開始營業，屬於一般車站。
- 1974年（昭和49年）10月1日 - 廢除貨物處理。
- 1983年（昭和58年）1月10日 - 廢除行李處理。因調度集中系統化而車站無人化。
- 1987年（昭和62年）4月1日 - 國鐵分割民營化後，由JR北海道繼承。

## 車站周邊
- 國道39號
- 網走警察署呼人駐在所
- 呼人郵政局
- 網走湖畔溫泉
- 金印芥末鄂霍次克
- 呼人中小學
- 網走體育訓練場
- 網走特殊學校
- 網走巴士「呼人車站前」車站

## 其他
演歌歌手坂本冬美於2001年推出的專輯中，收錄有與本站名相同的歌曲「呼人站」，由船村徹作曲、池田充男作詞，而另一位在地演歌歌手走裕介於2010年推出的第2張個人單曲中，亦翻唱出本曲。
歌曲大意是一名女子正等待著她心愛、準備從監獄中釋放出來的男子的心情。現實上，網走市的確現存有網走刑務所，但位置卻與呼人站相距甚遠，「呼人」一詞只是借用來表達女子期盼男子回到身旁的心情而已。另外，呼人站靠近網走湖，屬內陸地區，也與歌詞中提及能看到鄂霍次克海和海鷗並不符合。
在車站的告示板上，現時仍貼有走裕介的單碟海報。

## 相鄰車站
北海道旅客鉄道（JR北海道）
■石北本線
女滿別（A67）－呼人（A68）－網走（A69）

## 外部連結
- （日語）JR北海道 – 呼人車站（页面存档备份，存于）
- （日語）全驛參觀之旅（页面存档备份，存于）

1. ↑  北海道庁.  (PDF). 北海道庁.   [2017-08-17]. （原始内容存档 (PDF)于2018-05-13）.